# 12485 Jenniferharris
12485 Jenniferharris è un asteroide della fascia principale. Scoperto nel 1997, presenta un'orbita caratterizzata da un semiasse maggiore pari a 2,4275461 UA e da un'eccentricità di 0,1937531, inclinata di 1,96620° rispetto all'eclittica.